# Varna
För andra betydelser, se Varna (olika betydelser).
Varna (bulgariska: Варна) är en stad vid Svarta havets kust i regionen Varna i norra Bulgarien. Den är landets tredje största stad med 344 748 invånare i kommunen (2017) och med cirka 425 000 invånare i hela storstadsområdet. Staden grundades som den grekiska kolonin Odessos år 580 f.Kr. och har länge varit en betydande hamnstad. Idag har hamnen och de närbelägna turistorterna stor betydelse för ekonomin. Staden är känd för sina badstränder och är en populär turistort. Det kända turistområdet Zlatni pjasătsi (Golden Sands) är beläget vid kusten ca 17 km norrut. Åren 1949-1956 hade staden namnet Stalin.

## Historia
Området har varit bebott under mycket lång tid. Vid grävningar sedan 1972 i en nekropol från senneolitikum och kalkolitisk tid vid Varnasjön i stadens norra utkant har man påträffat de hittills äldsta guldskatterna i världen. Dessa fynd betonar vikten av sydöstra Europa som ett tidigt metallurgiskt centrum.
Handelskolonin Odessos grundades av joniska greker från Miletos omkring 580 f.Kr.
På grund av handeln med thrakerna blev denna grekiska stadsstat snart betydelsefull. På 200-talet f.Kr. blev staden avhängig Makedonien och under det första århundradet f.Kr. inlemmades den i Romerska riket. 
Under 100-talet e.Kr., när staden tillhörde Romerska riket, byggdes romerska bad som är de största romerska lämningarna i Bulgarien.
681 erövrade den bulgariske khanen Asparuch staden. Från denna tid härstammar dess nuvarande namn Varna. Under det första bulgariska riket på 800-talet och 900-talet var Varna en viktig medelpunkt för kristendomen och under det andra bulgariska riket på 1200-talet blev det till en hantverksstad med en betydande handelshamn. Det uppstod förbindelser mellan norra Bulgarien och Konstantinopel och senare även med Dubrovnik och de italienska städerna Venedig och Genua. 
1391 erövrades staden av Osmanska riket, som gjorde den till en kustbastion på grund av dess militärstrategiskt gynnsamma läge. 53 år senare 10 november 1444 föll i stadens omgivning den polske kungen Wladyslaw III i slaget vid Varna, då upp till 325 000 korsfarare som samlats vid hamnen för att segla till Konstantinopel attackerades av en osmansk här på upp till 70 000 man ledda av sultanen Murad II. Wladyslaws mausoleum finns i Varna. Korsfararnas reträtt gjorde Konstantinopels fall i det närmaste oundvikligt.

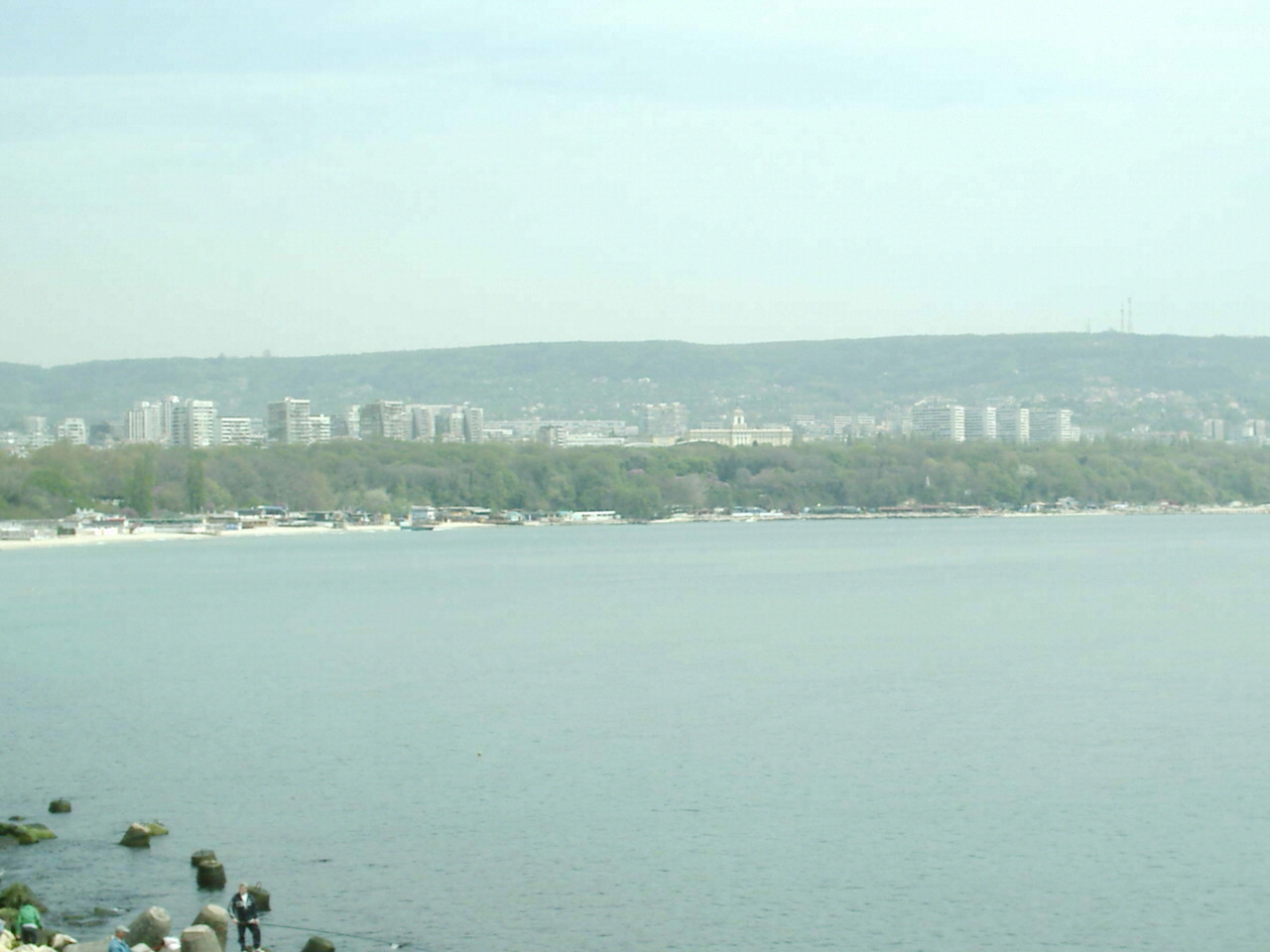
Stranden i Varna

1828 erövrade den ryska flottan Varna, men kunde bara hålla den i två år. Under Krimkriget mellan 1853 och 1856 spelade Varna en stor roll. Staden belägrades 1854 av särskilt brittiska och franska trupper.

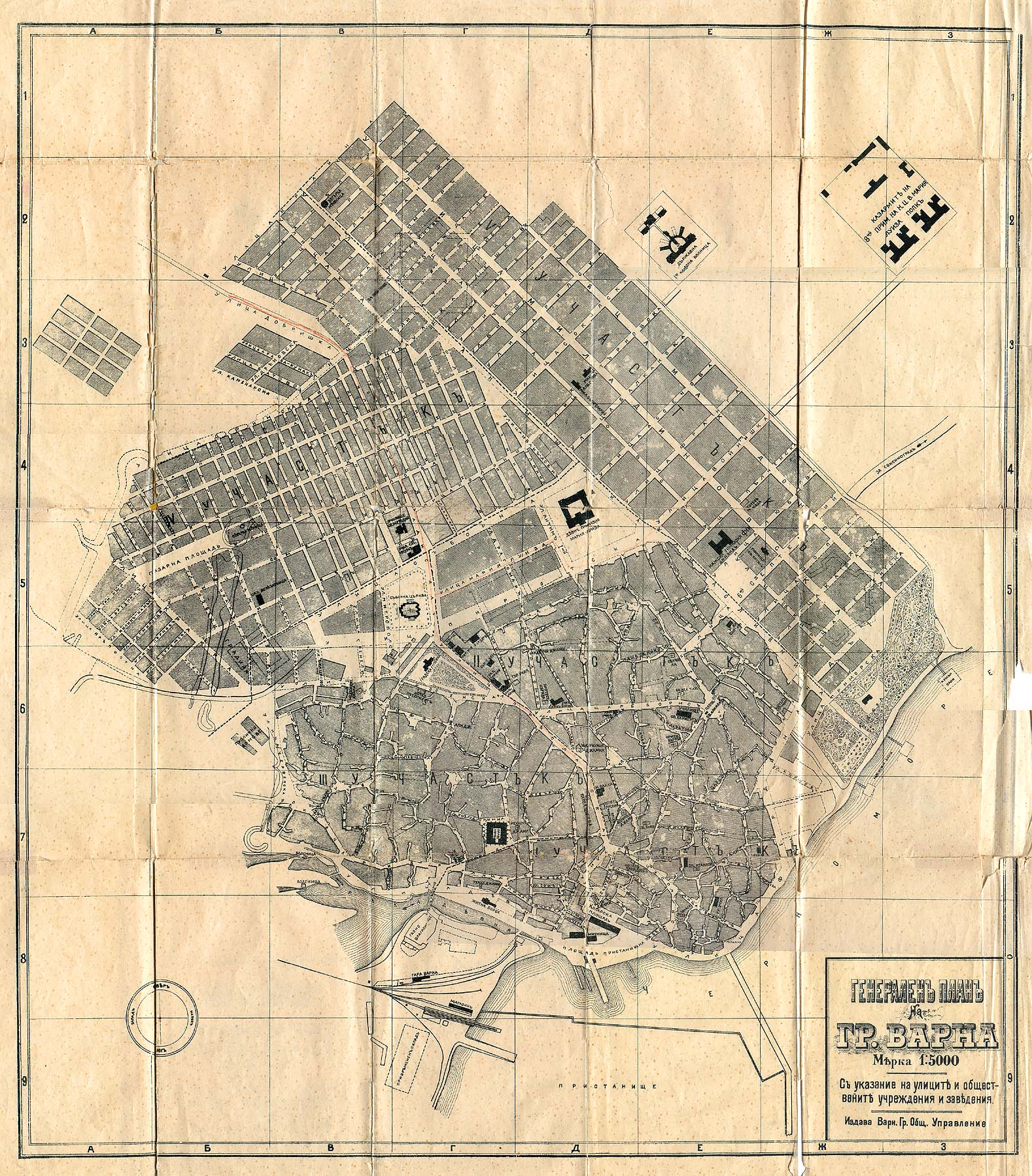
Varna 1897

Även om Ryssland och Osmanska riket utkämpade flera slag i Varna under 1700- och 1800-talet upplevde staden på 1830- och 1840-talet ett ekonomiskt uppsving, och blev säte för flera europeiska länders konsulat. Den första järnvägslinjen i Osmanska riket, invigd 1866, förband Varna med Ruse vid Donau och därmed med Västeuropa. Den stimulerade utvecklingen av skeppsfart och lätt industri. Även efter Bulgariens självständighet från Osmanska riket 28 juli 1878 bevarade Varna sin betydelse som hamn- och handelsstad.
1893 grundades det socialdemokratiska partiet i staden och 1901 strejkade för första gången hamnarbetarna i Varna. Under andra världskriget skedde strider mellan bulgariska partisaner och den tyska krigsmakten i staden. Varna var centrum för den tionde operationsarmén. Den 8 augusti 1944 erövrade sovjetiska stridskrafter och bulgariska partisaner staden. Efter att den kommunistiska regeringen i Sofia störtats 10 november 1989 började demokrati införas även i Varna. 
Varna kallas Bulgariens havshuvudstad, eftersom den är den största bulgariska staden vid kusten. Varna var också basen för Bulgariens flotta. Nuförtiden finns ett sjöfartsmuseum med museiskeppet torpedbåten Draski. Det arkeologiska museet innehåller delar av det stora guldfyndet från Varna, som är den äldsta guldskatten i världen.

## Klimat
Uppmätta normala temperaturer och -nederbörd i Varna:
|                                            | Jan  | Feb  | Mar  | Apr  | Maj  | Jun  | Jul  | Aug  | Sep  | Okt  | Nov  | Dec |
| ------------------------------------------ | ---- | ---- | ---- | ---- | ---- | ---- | ---- | ---- | ---- | ---- | ---- | --- |
| Normaldygnets maximitemperaturs medelvärde | 6,5  | 7,4  | 10,6 | 15,3 | 20,7 | 25,6 | 28,3 | 28,6 | 24,3 | 18,7 | 12,4 | 7,9 |
| Normaldygnets minimitemperaturs medelvärde | −0,9 | −0,8 | 2,2  | 6,7  | 11,2 | 15,6 | 17,8 | 17,8 | 13,9 | 9,4  | 4,5  | 0,6 |
|                                            |      |      |      |      |      |      |      |      |      |      |      |     |
| Nederbörd                                  | 44   | 32   | 38   | 45   | 43   | 53   | 50   | 37   | 57   | 52   | 55   | 51  |

| Diagram | temperaturer i °C • månadsnederbörd i mm | temperaturer i °C • månadsnederbörd i mm | temperaturer i °C • månadsnederbörd i mm | temperaturer i °C • månadsnederbörd i mm | temperaturer i °C • månadsnederbörd i mm | temperaturer i °C • månadsnederbörd i mm | temperaturer i °C • månadsnederbörd i mm | temperaturer i °C • månadsnederbörd i mm | temperaturer i °C • månadsnederbörd i mm | temperaturer i °C • månadsnederbörd i mm | temperaturer i °C • månadsnederbörd i mm | temperaturer i °C • månadsnederbörd i mm |
|         | 44 7 -1                                  | 32 7 -1                                  | 38 11 2                                  | 45 15 7                                  | 43 21 11                                 | 53 26 16                                 | 50 28 18                                 | 37 29 18                                 | 57 24 14                                 | 52 19 9                                  | 55 12 5                                  | 51 8 1                                   |

## Ekonomi
Varna är ett viktigt ekonomiskt centrum för Bulgarien och svartahavsregionen i allmänhet. De större industrierna är bland andra handels- och transportindustri, skeppsbyggnad och tillverkningsindustri. Turismen är mycket viktig för staden och badorterna i närheten, som Albena, Zlatni pjasătsi (Golden Sands) och Sveti Konstantin, lockar miljoner besökare varje år. Tillsammans med den närbelägna staden Devnja bildar Varna ett industriellt komplex med några av de största fabrikerna i Bulgarien. Oceanic-Creations har en produktionsanläggning i staden.